# Julián Estéban
Julián Estéban (Ginebra, Suiza, 16 de septiembre de 1986) es un futbolista suizo, de origen español. Juega de delantero y su actual equipo es el Servette FC de la Axpo Super League de Suiza. 

## Clubes
| Club         | País    | Año       |
| ------------ | ------- | --------- |
| Servette FC  | Suiza   | 2006-2007 |
| Stade Rennes | Francia | 2007-2009 |
| Servette FC  | Suiza   | 2009-     |